# Favor

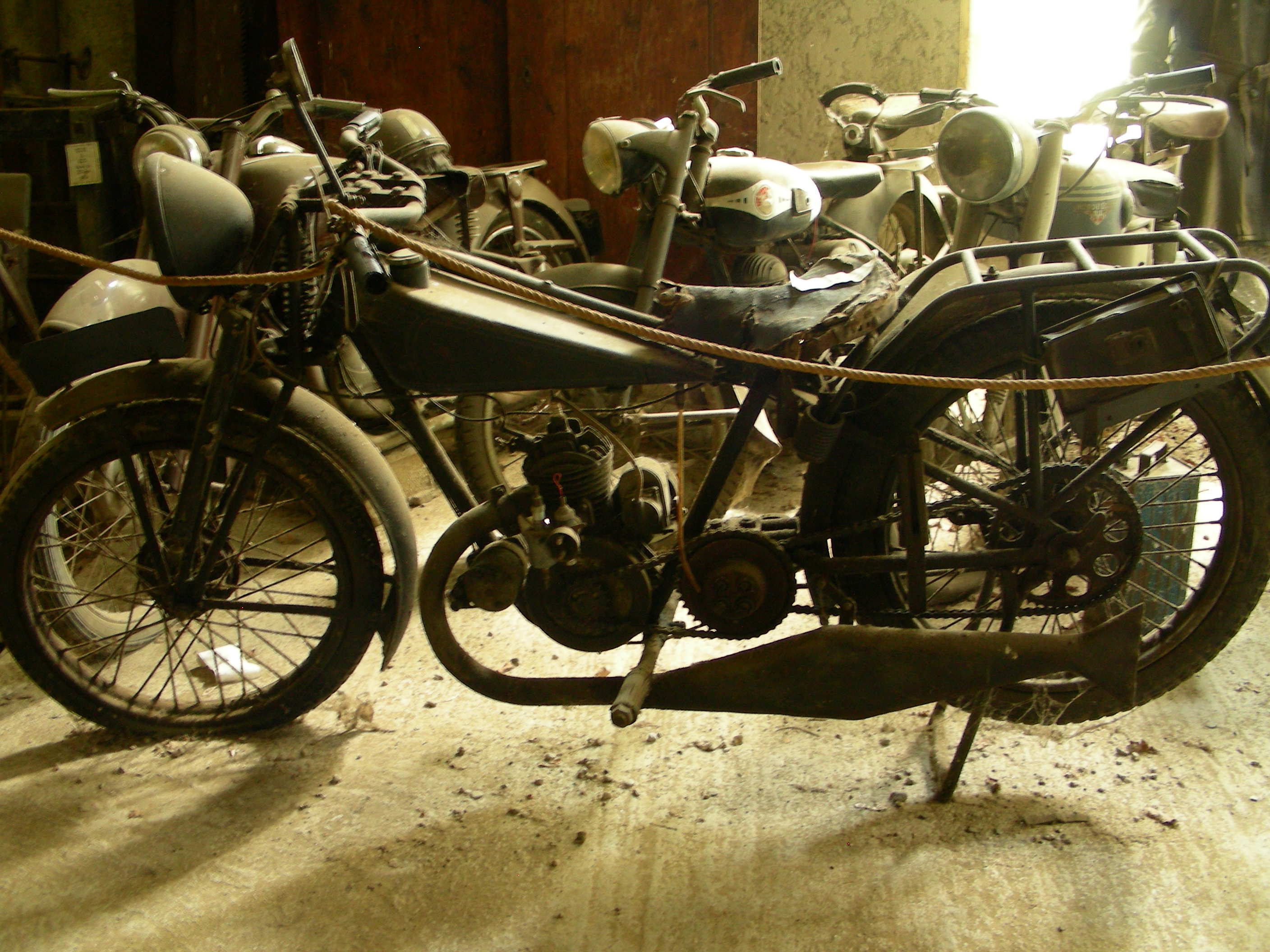
Favor 175 cm³ tweetakt uit 1926-28

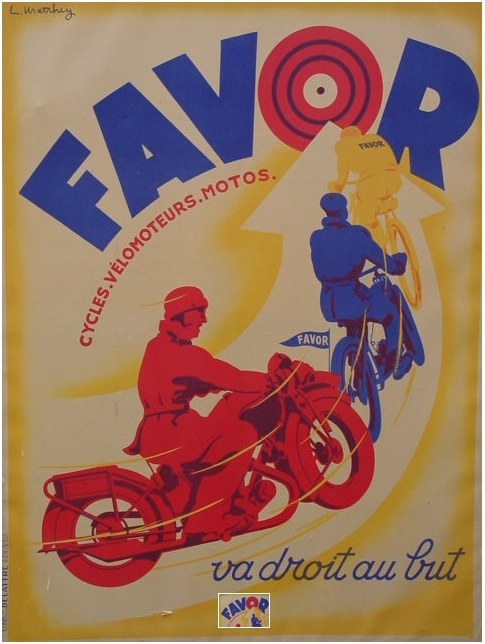
Favor poster van L. Mathey, ca. 1930

Favor is een Frans historisch merk van motorfietsen.
De bedrijfsnaam was: Usines Favor, Clermont-Ferrand
Favor begon onmiddellijk na de Eerste Wereldoorlog, in 1919, met de productie van motorfietsen, aanvankelijk met 350cc-JAP-zij- en kopklepmotoren. Al snel volgden 100- tot 250 cc tweetaktmotoren. Na de Tweede Wereldoorlog produceerde men modellen met Aubier Dunne-tweetakten en Franse AMC-kopklepmotoren tot 250 cc. In 1946 verscheen ook een lichte 125cc-viertaktmotor. Vanaf 1950 richtte men zich steeds meer op de productie van bromfietsen. Daarvoor werden aanvankelijk Alter-blokjes gebruikt, maar later ook Lavalette-tweetakten. Nadat Alter en Lavalette gingen samenwerken ging Favor Benelli-blokjes gebruiken. In 1959 werd de productie beëindigd.